# Hans Scharoun

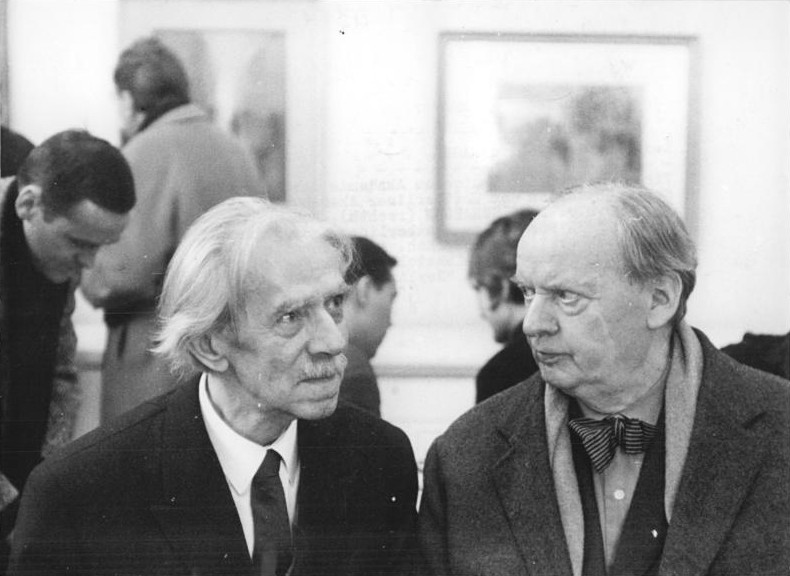
Hans Scharoun (vpravo)

Hans Scharoun (20. září 1893, Brémy, Německo – 25. listopadu 1972, Berlín, Německo) byl německý architekt, představitel expresionismu a organické architektury. V roce 1965 mu byla Mezinárodni unií architektů (UIA) udělena prestižní Cena Augusta Perreta.

## Realizované stavby (výběr)
- Dům Schminke, Löbau, (1933)
- Berlínská filharmonie, Berlín, (1957–1963)
- Divadlo, Wolfsburg, (1965–1973)
- Deutsches Schiffahrtsmuseum, Bremerhaven (1970–1975)

## Galerie

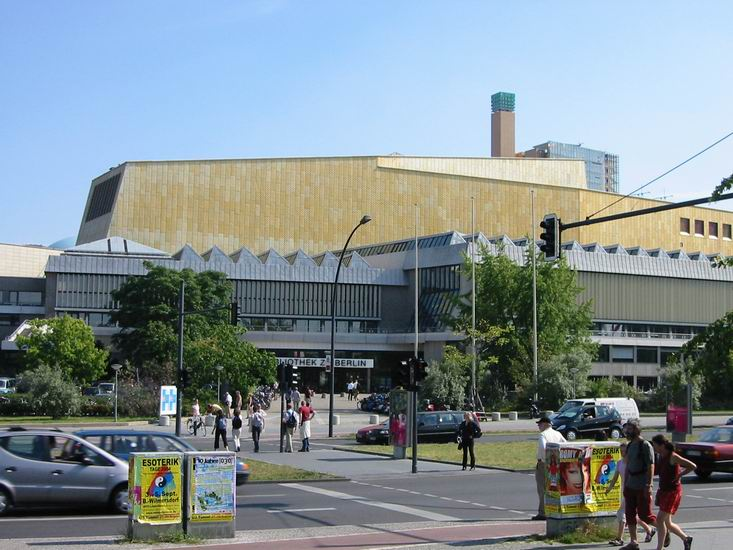
Staatsbibliothek, Berlín
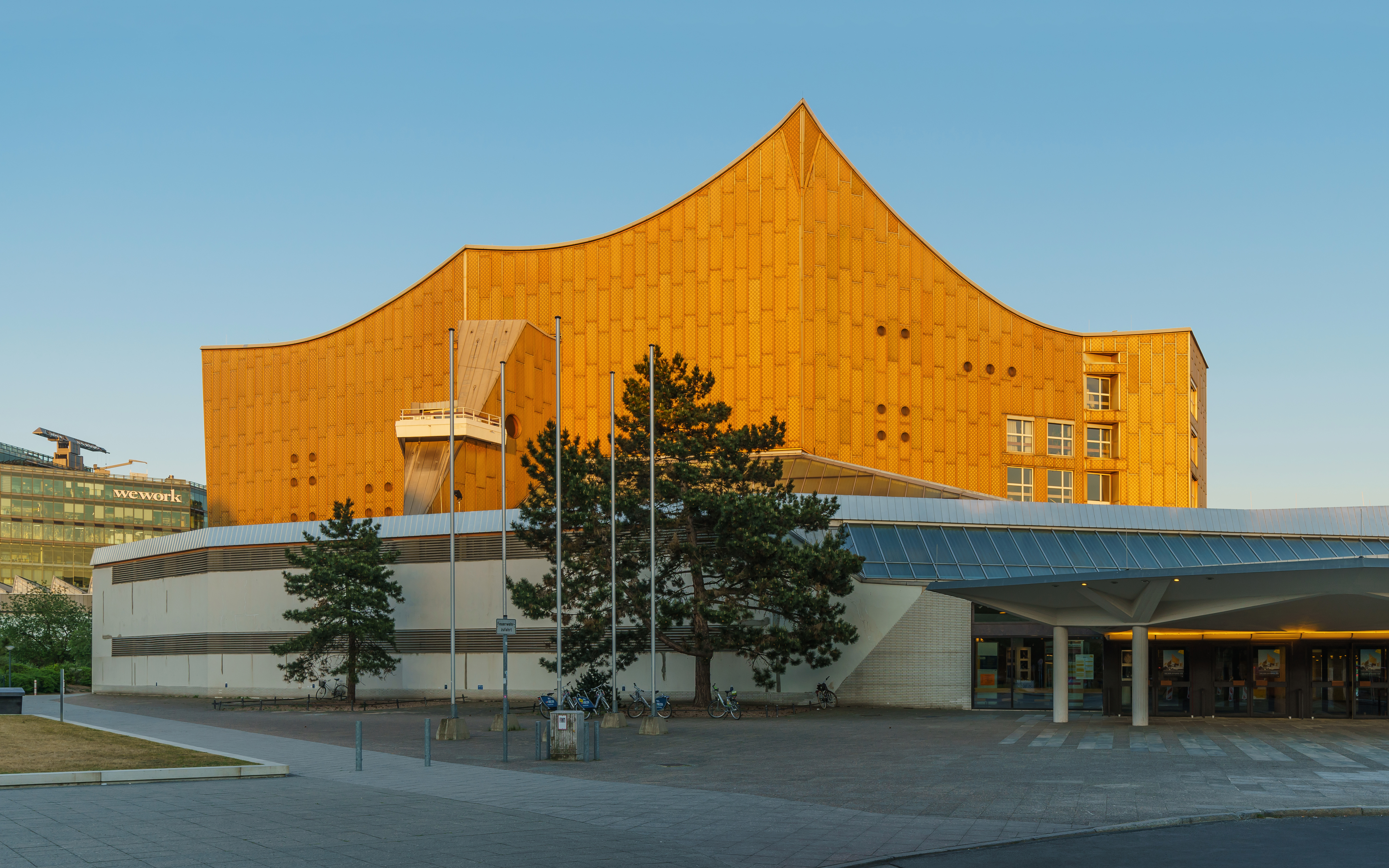
Berlínská filharmonie
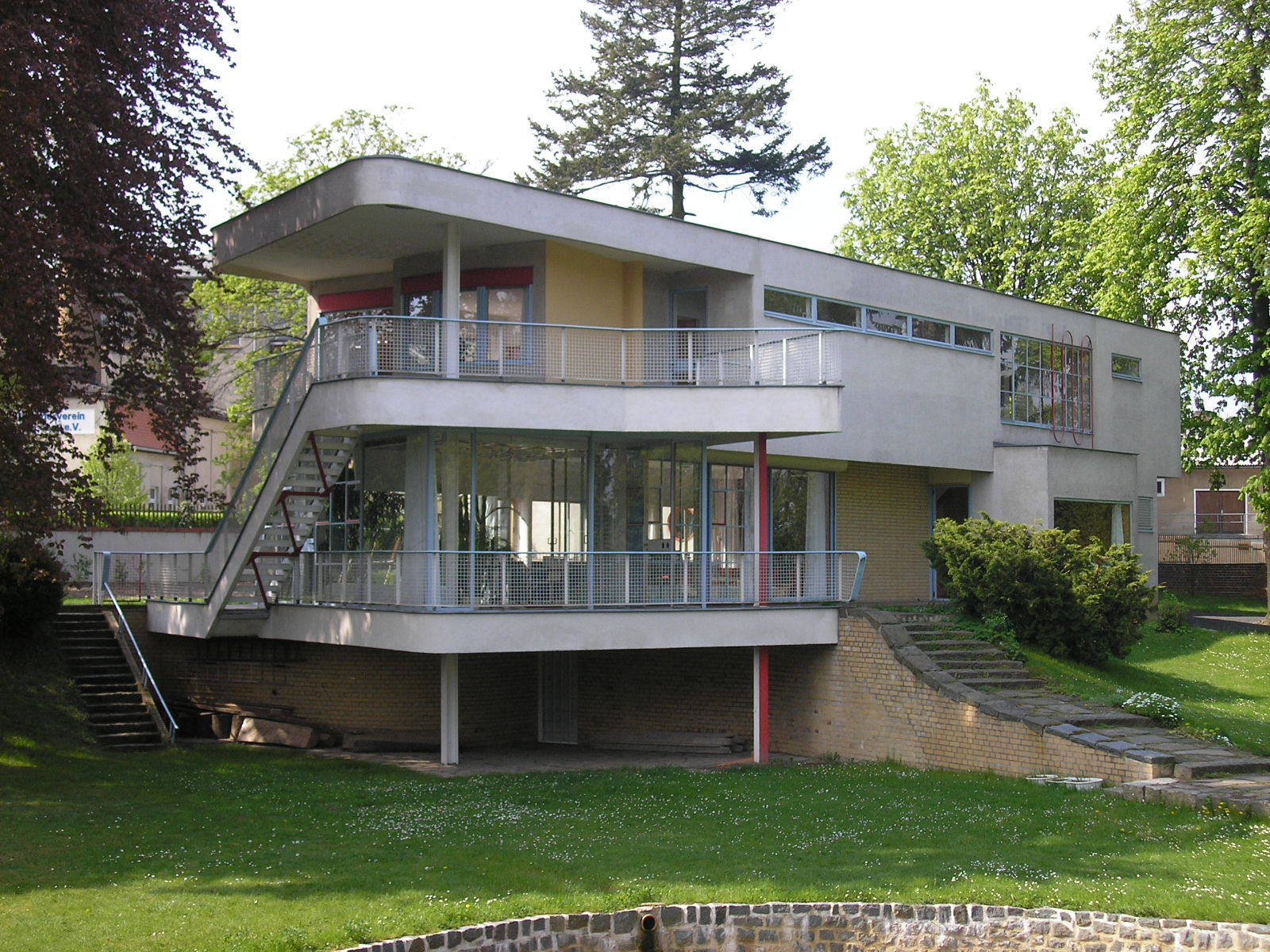
Dům Schminke
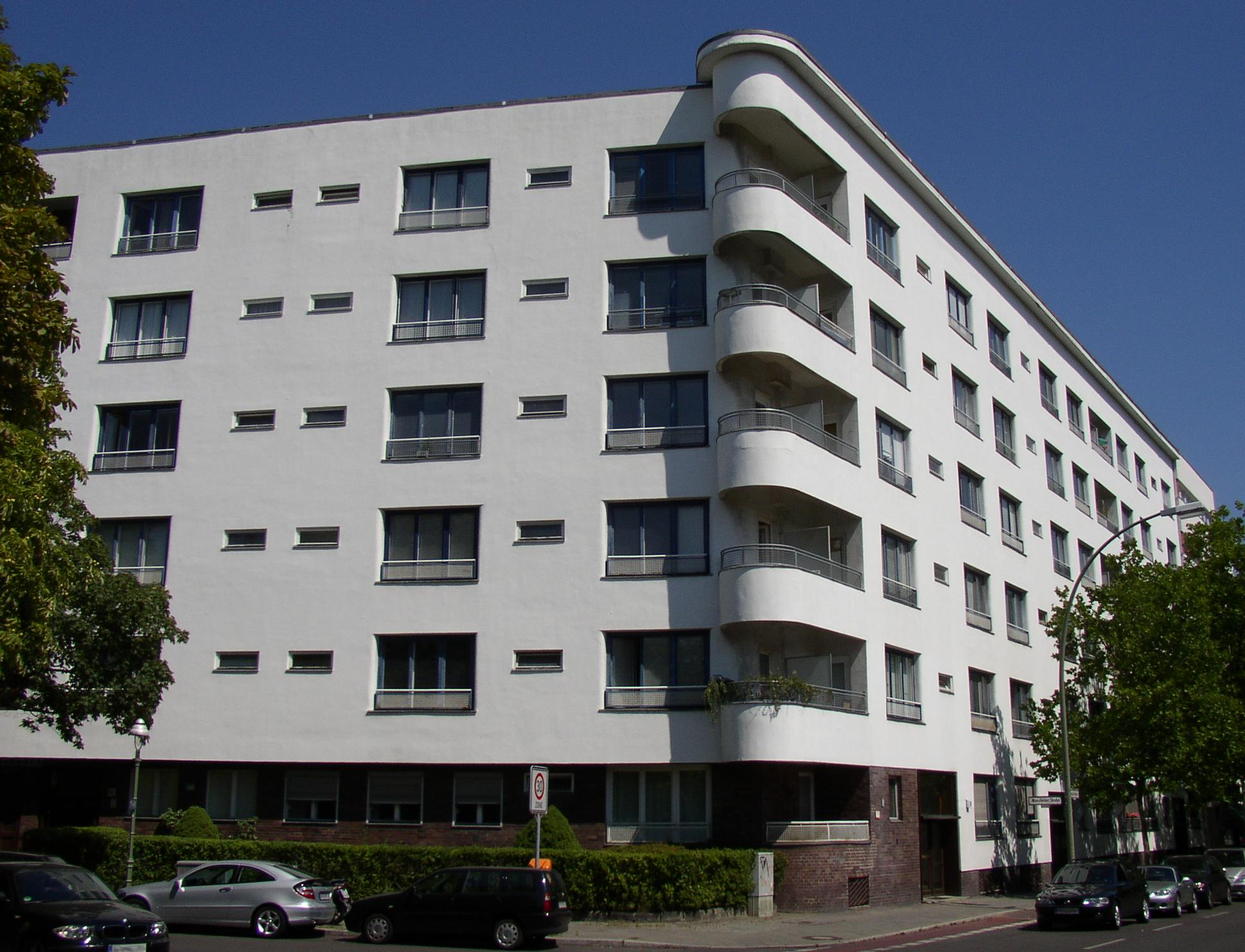
Apartmánový dům Hohenzollerndamm 35-36, Berlín